# Nina Oelanova

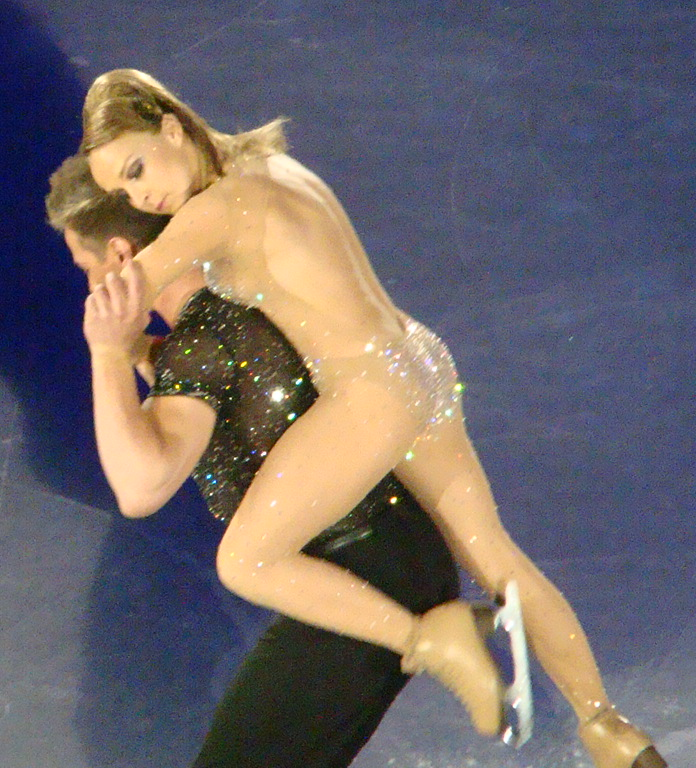
Nina Oelanova in 2011

Nina Oelanova (Russisch: Нина Уланова) (Moskou, 31 mei 1978) is een Russische kunstrijdster op de schaats.
In 1997 won ze de Junioren Kampioenschappen met haar schaatspartner Mikhail Stifounin. In 1998 wonnen ze samen de Nebelhorn Trophy. Ze is diverse malen Russisch kampioene geweest en schaatst sinds 2001 bij Holiday on Ice. In 2007 was ze de schaatspartner van de Nederlandse zanger Thomas Berge tijdens het televisieprogramma Sterren dansen op het ijs.